# Elstree and Borehamwood
Elstree and Borehamwood es una parroquia civil del distrito de Hertsmere, en el condado de Hertfordshire (Inglaterra). Dentro de su límite se ubican las localidades de Elstree y Borehamwood.

## Geografía
Según la Oficina Nacional de Estadística británica, Elstree and Borehamwood tiene una superficie de 13,76 km².

## Demografía
Según el censo de 2001, Elstree and Borehamwood tenía 33 311 habitantes (48,21% varones, 51,79% mujeres) y una densidad de población de 2420,86 hab/km². El 21,34% eran menores de 16 años, el 70,47% tenían entre 16 y 74, y el 8,18% eran mayores de 74. La media de edad era de 37,79 años. Del total de habitantes con 16 o más años, el 30,41% estaban solteros, el 51,37% casados, y el 18,22% divorciados o viudos.
El 88,65% de los habitantes eran originarios del Reino Unido. El resto de países europeos englobaban al 3,41% de la población, mientras que el 7,94% había nacido en cualquier otro lugar. Según su grupo étnico, el 91,43% eran blancos, el 1,64% mestizos, el 3,31% asiáticos, el 2,12% negros, el 0,75% chinos, y el 0,62% de cualquier otro. El cristianismo era profesado por el 60,62%, el budismo por el 0,34%, el hinduismo por el 1,92%, el judaísmo por el 11,93%, el islam por el 1,75%, el sijismo por el 0,13%, y cualquier otra religión por el 0,56%. El 14,6% no eran religiosos y el 8,16% no marcaron ninguna opción en el censo.
Había 13 570 hogares con residentes, 261 vacíos, y 40 eran alojamientos vacacionales o segundas residencias.